# Чумак, Николай Николаевич
Никола́й Никола́евич Чума́к (укр. Микола Миколайович Чумак; 11 сентября 1983, Ровно) — украинский военнослужащий, полковник, участник российско-украинской войны. Герой Украины (2022).

## Биография
Родился 11 сентября 1983 года в городе Ровно. Окончил командно-штабной факультет Национального университета обороны Украины имени Ивана Черняховского.
Служил в 53-й и 72-й отдельных механизированных бригадах. С 2010 года — командир роты охраны. С 2014 года участвовал в боевых действиях на востоке Украины, в том числе в боях за Станицу Луганскую, Авдеевку, Верхнеторецкое и Светлодарскую дугу. Занимал должности начальника штаба отдельного батальона охраны и старшего офицера оперативного отдела.
12 апреля 2022 года назначен командиром 110-й отдельной механизированной бригады. Под его руководством бригада была доукомплектована и успешно остановила продвижение российских войск на определённых рубежах. С марта 2022 года подразделения бригады удерживают 42-километровую линию обороны в Донецкой области, успешно проводя контрнаступательные действия.

## Награды
- Звание «Герой Украины» с удостоением ордена «Золотая Звезда» (5 декабря 2022) — за личное мужество и героизм, проявленные в защите государственного суверенитета и территориальной целостности Украины, верность военной присяге[1].
- Орден Богдана Хмельницкого II степени (6 июля 2022) — за личное мужество и высокий профессионализм, проявленные в защите государственного суверенитета и территориальной целостности Украины, верность военной присяге[2].
- Орден Богдана Хмельницкого III степени (17 мая 2019) — за значительные личные заслуги в защите государственного суверенитета и территориальной целостности Украины, гражданское мужество, самоотверженность в отстаивании конституционных основ демократии, прав и свобод человека, весомый вклад в культурно-образовательное развитие государства, активную волонтерскую деятельность[3].
- Медаль «За военную службу Украине» (14 октября 2022) — за личное мужество и отвагу, проявленные в защите государственных интересов, укрепление обороноспособности и безопасности Украины[4].